# Carlos Antonio Mendoza

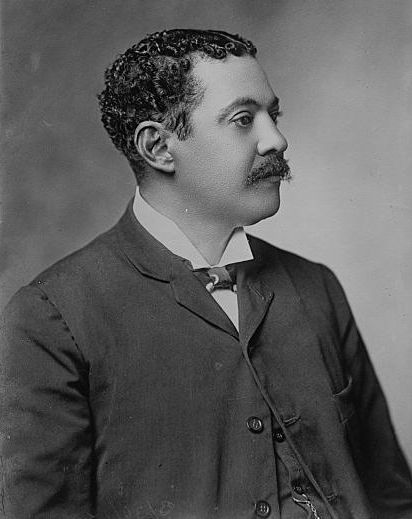
Carlos Antonio Mendoza

Carlos Antonio Mendoza Soto (* 31. Oktober 1856 in Panama-Stadt, Panama; † 13. Februar 1916 ebenda) war der dritte Staatspräsident von Panama.

## Leben und Ausbildung
Carlos Antonio Mendoza Soto wurde am 31. Oktober 1856 in der Nachbarschaft von Santa Ana in Panama-Stadt als Sohn von Juan Mendoza und Josefa Soto geboren. Seine Familie  hatte afro-panamesische Wurzeln und gehörte dem Mittelstand an. Sein Großvater väterlicherseits war Capitán in der Armee von Simón Bolívar gewesen und sein Vater Juan Mendoza Herrera war ein angesehener Rechtsanwalt und Politiker der Liberalen Partei, der mit dem Präsidenten des damals noch zu Kolumbien gehörenden Bundesstaates Panama, General Buenaventura Correoso, befreundet war. Seine Mutter war Josefa Soto de Mendoza.
Carlos Antonio Mendoza absolvierte seine Grundschulbildung in Panama-Stadt und trat dann in das Colegio de San Bartolomé ein. 1869 erhielt er ein Stipendium der Regierung des Bundesstaates Panama und setzte sein Studium am Colegio Nuestra Señora del Rosario in Bogotá fort. 1875 schloss er sein Studium an der Universität von Kolumbien ab, kehrte nach Panama zurück und wurde ebenfalls Rechtsanwalt.
1876, nach dem plötzlichen Tod seines Vaters, trat er eine Beschäftigung in der Firma der Brüder Arosemena an. 1877 trat er als Archivar in den Staatsdienst ein.
Er heiratete Rita Barsallo und hatte eine Tochter aus dieser Ehe: Josefa María Mendoza. Er hatte auch Nachkommen mit Ernestina Barsallo, deren Kinder fünf waren: Carlos Ernesto, Ernestina Carlota (die im Alter von vier Jahren starb), Juan Antonio (gestorben im Alter von wenigen Monaten), Silvia Rosa (gestorben im Alter von 17 Jahren) und María Isabel.
Neben seinem Beruf als Anwalt und seinem Engagement als Politiker war Mendoza auch als Journalist tätig und veröffentlichte seine Kommentare in Zeitungen wie La Idea, El Deber und El Criterio, die er zum Teil selbst gründete oder leitete.

## Politik
Im Jahr 1903 verfasste Carlos Antonio Mendoza im Auftrag von José Agustín Arango, dem Präsidenten der provisorischen Regierungsjunta, die Unabhängigkeitserklärung Panamas von Kolumbien. Die Unabhängigkeitsbestrebungen Panamas wurden von den Vereinigten Staaten unterstützt, die in der Kanalzone den Bau des Panamakanals vorantrieben. In der provisorischen Regierung von 1903 hatte Mendoza das Amt des Justizministers inne. Als solcher legte er die Grundlagen der Verfassung für den neuen Staat. Von der verfassungsgebenden Versammlung wurde er 1904 zum Zweiten Vizepräsidenten gewählt. Erster Vizepräsident wurde José Agustín Arango.
Mendoza unterstützte die Kandidatur von José Domingo de Obaldía zum Präsidenten. Obaldía gehörte zwar nicht den Liberalen an, sondern war ein früherer Konservativer, dennoch setzte Mendoza seine immense Popularität bei den afro-panamesischen Arbeitern bei den Präsidentschaftswahlen 1908 für Obaldia ein und trug so zu dessen Wahl bei. Am 10. Mai 1909 verstarb José Agustín Arango. In dessen Ämter als Außenminister und Vizepräsident rückte Federico Boyd nach. Carlos Antonio Mendoza wurde Erster Vizepräsident.
Als am 1. März 1910 der amtierende Präsident José Domingo de Obaldía ebenfalls verstarb, folgte ihm Carlos Antonio Mendoza als Präsident der Republik Panama nach. Aufgrund des Widerstands der Konservativen und des Drucks der USA, die mit einer Intervention drohten, trat Mendoza am 1. Oktober 1910 zurück. Nur fünf Tage lang war daraufhin Federico Boyd im Amt, bis die Nationalversammlung Pablo Arosemena Alba zum Präsidenten wählte, der die Amtszeit bis zur nächsten regulären Präsidentschaftswahl im Jahr 1912 ausfüllen sollte. Mendoza befürwortete diese Wahl.